# 范道生

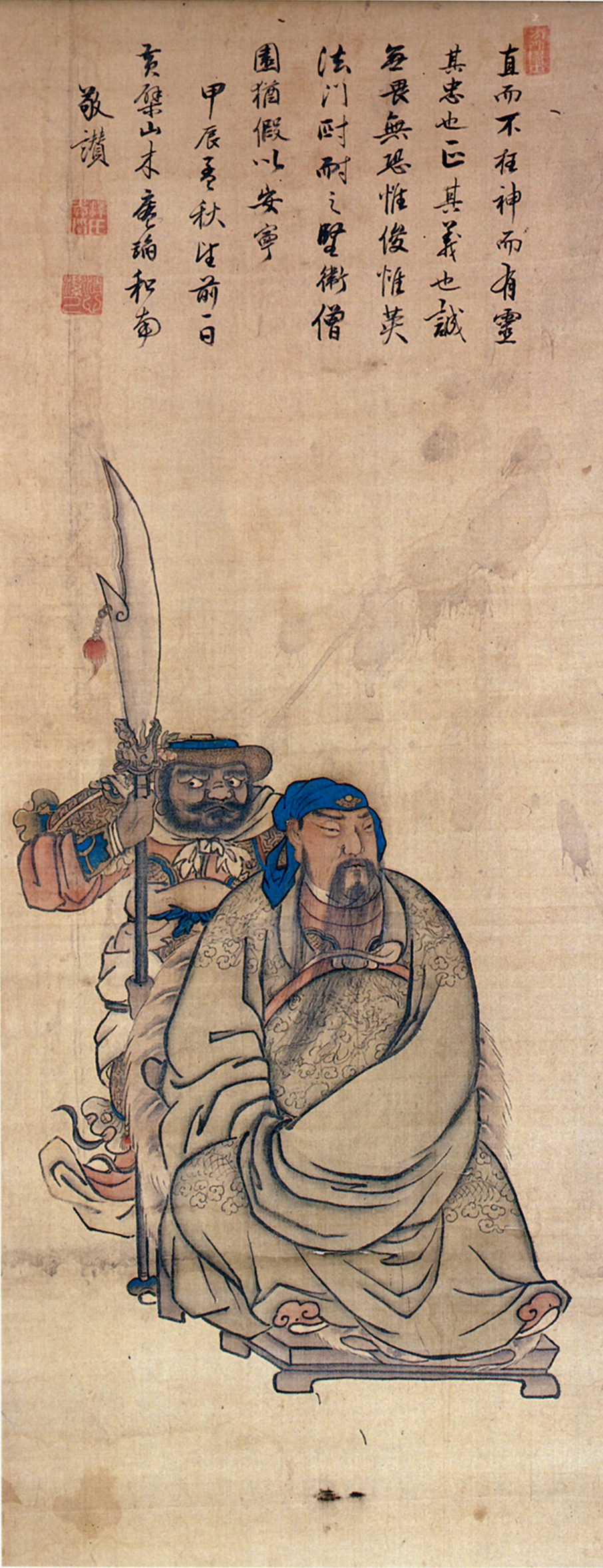
范道生作品《關聖帝君像》

范道生（1637年—1670年），字石甫、通稱印官，號清源山人，福建晉江安平鎮人，清代僧人。東渡日本後，在萬福寺等地進行佛像雕刻與繪畫工作。

## 作品
- 「彌勒菩薩像」萬福寺
- 「韋駄天像」
- 「十八羅漢像」
- 「觀音菩薩像」

- 「達磨・韋駄天・華光菩薩像」福聚寺
- 「關帝像」木庵賛　聖福寺
- 「羅漢圖」木庵賛　萬福寺

## 關聯項目
- 蘭谷元定
- 長崎派